# مقاطعة ليون (تكساس)
مقاطعة ليون (بالإنجليزية: Leon  County)‏ هي إحدى المقاطعات في ولاية تكساس، الولايات المتحدة الأمريكية.

## أعلام
- ديف براون
- دون ألين
- موسى رايت هانون
- ألبرت كولينز